# Condado de Roger Mills
O Condado de Roger Mills é um dos 77 condados do estado americano do Oklahoma. A sede do condado é Cheyenne, que é também a sua maior cidade.
O condado tem uma área de 2969 km² (dos quais 12 km² estão cobertos por água), uma população de 3436 habitantes, e uma densidade populacional de 1,1 hab/km² (segundo o censo nacional de 2000). O condado foi fundado em 1892 e recebeu o seu nome em homenagem a Roger Q. Mills (1832–1911), político e oficial no Exército dos Estados Confederados durante a Guerra Civil Americana.